# Johanneshovs gård

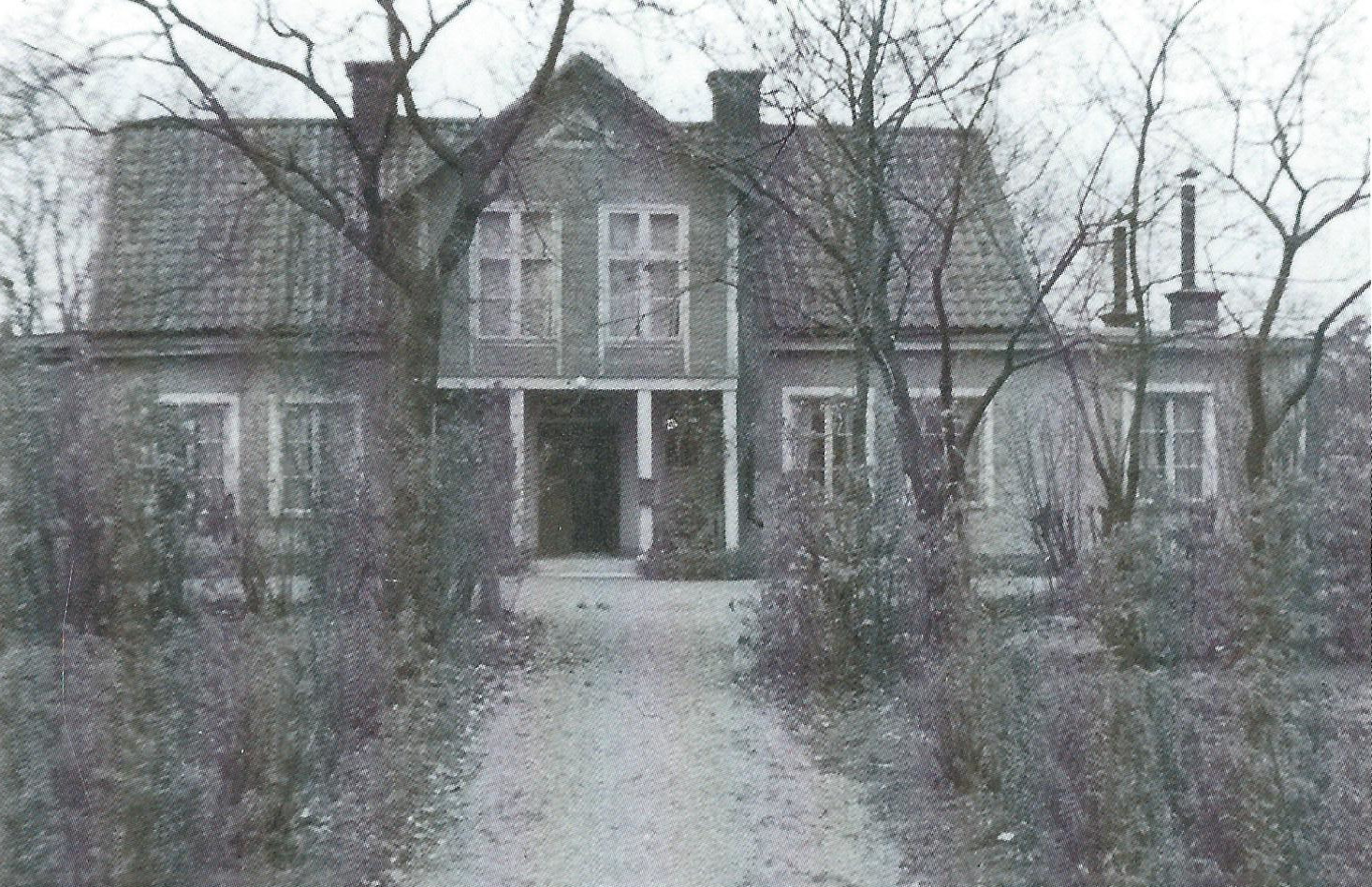
Johanneshovs huvudbyggnad på 1940-talet

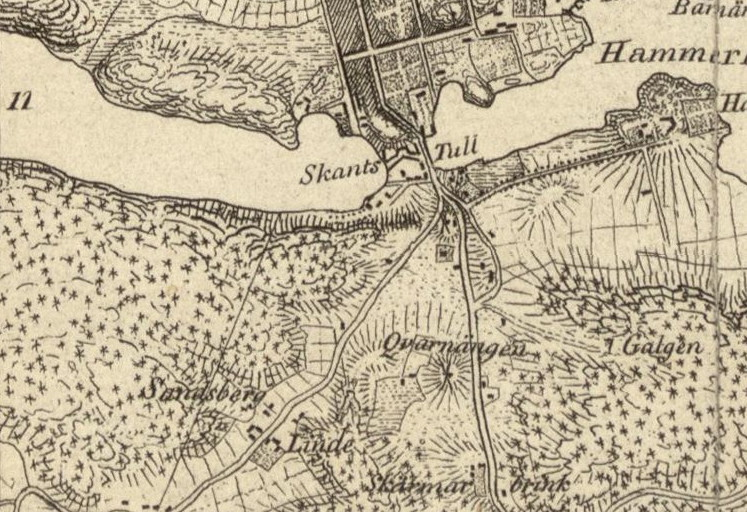
Johanneshovs gårds omgivning med "Qvarnängen" och Galgbacken 1817.

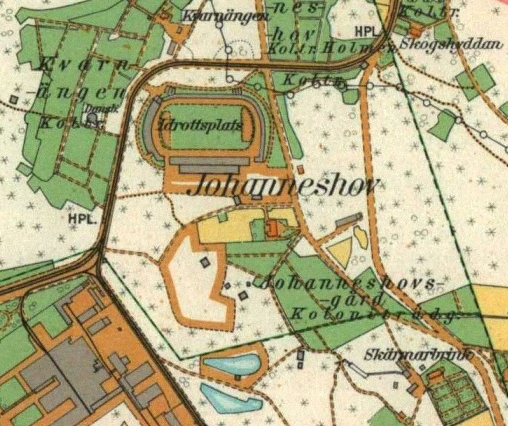
Johanneshovs gård på karta från 1934. Den syns i mitten på kartan där Idrottsplatsen idag motsvaras av Söderstadion

Johanneshovs gård var ett torp med krog grundat 1725 som låg söder om Stockholm i dagens stadsdel Johanneshov. Inom de forna ägorna ligger nu Globenområdet och Slakthusområdet.

## Gården
Johanneshov var äganderättsligt sett ett torp under säteriet Enskede gård. Byggnaderna låg vid Dalarövägen utanför nuvarande Isstadion där vägen svängde av mot Skärmarbrinks gård. Gården omfattade 20 tunnland och låg vid Stockholmsåsen på en plats som på 1700-talet användes som sandtäkt.

## Byggnaderna
Huset var ett envåningshus med frontespis, sadeltak och två skorstenar. Byggnaden inrymde vid sekelskiftet 1900 fem lägenheter, flera bebodda av slaktare som bedrev verksamhet här och i närheten. Huvudbyggnaden revs under andra halvan av 1950-talet.

## Historia
År 1725 anlades krogen Johanneshov högst upp på Skansbacken och fick sitt namn efter amiralitetslöjtnanten Johan Grund. 1762 byggdes så Övre Skanskvarnen strax intill som dock brann ner under en storm natten till 11 januari 1828. Ytterligare en inkomstkälla var försäljning av sand från de sandtäkter ägaren arrenderade av ägaren till Enskede gård. 
Inför anläggandet av Johanneshovs skans i slutet av 1850-talet exproprierade staten torpets ägor från Enskede gård tillsammans med Kvarnängen (nordväst om gården), Gustafslust (söder därom) och Långgården (öster därom).
Slakthuset och området för idrottsanläggningarna avstyckades runt 1910. 1910 avstyckades också delar av marken till kolonilotter. Hela området jämnades med marken när tunnelbanan söder om Gullmarsplan anlades runt 1950 och sista byggnaden när Johanneshovs isstadion byggdes 1955.

## Namnet
Namnet antas vara en skämtsam namngivning efter herresäten.